# Cepos
Cepos (grec antic: Κῆποι) fou una ciutat del Bòsfor Cimmeri fundada pels milesis com a colònia cap al segle vii aC. Era situada a la costa nord de l'Euxí, a la Sarmàcia asiàtica.
El poc que se'n sap prové principalment de la Història Natural de Plini el Vell. La seva localització exacta és desconeguda, però els historiadors la solen identificar amb la ciutat de Sennoi, on s'han trobat sepulcres milesis. Prop del lloc fou erigit un monument per a la reina Comosària del Bòsfor, esposa del rei Parisades, dedicat a les deïtats Anerges i Astara.